# Продвижение
Продвижение (также промоушн — от англ. promotion) — комплекс рыночной деятельности (маркетинговых мероприятий), целями которых являются увеличение доли товара, услуги, компании или бренда, занимаемой ими на рынке; вывод товара на рынок; увеличение их узнаваемости; привлечение новых клиентов, повышение эффективности продаж через коммуникативное воздействие на персонал, партнёров и потребителей.

## Этимология и использование
Слово «promotion» вошло в английский язык в 14 веке.
Использование этого термина для обозначения рекламы или публичности впервые зарегистрировано в 1925 году. Это может быть сокращение связанного термина «стимулирование продаж», который является одним из элементов более широкого набора инструментов, используемых в маркетинговых коммуникациях. Термины «рекламные» и «маркетинговые коммуникации» могут использоваться как синонимы, но на практике последние используются более широко.
В маркетинговую практику термин «продвижение» был введён американским учёным Нейлом Хоппером Борденом, который презентовал его в известном комплексе «4P» (product, place, price, promotion).

## Цели продвижения
Есть 5 основных целей продвижения:
1. Предоставлять информацию потребителям.
2. Увеличивать спрос.
3. Различать продукт.
4. Построить имидж.
5. Бороться с возражениями.

Цели продвижения и, следовательно, его план могут иметь широкий диапазон, в том числе: увеличение продаж, принятие нового продукта, создание бренда, позиционирование, конкурентное преследование или создание корпоративного имиджа.
Термин «продвижение», как правило, используется внутри маркетинговой функции. Для публики или рынка такие фразы, как «специальное предложение», встречаются чаще.

## Классификация способов продвижения
В маркетинге есть достаточно много видов, к которым относятся:
менеджеристский,
интегрированный,
стратегический,
социально ответственный (этический),
прямой и
интернет-маркетинг (некоторые исследователи полагают, что интернет-маркетинг — это применение уже привычных нам инструментов маркетинга в сети Интернет; другие же считают, что интернет-маркетинг следует рассматривать, как отдельную категорию, которая имеет свою специфику и особенности).
В категории традиционных видов маркетинга можно выделить несколько групп методов продвижения: реклама в традиционных СМИ (пресса, радио и телевидение), наружная реклама, связи с общественностью, организация различных мероприятий (выставки, дегустации, распродажи, акции, лотереи и пр.), а также изготовление различных презентационных раздаточных материалов (буклеты, каталоги и пр.).
Инструменты, применяющиеся для продвижения, можно разделить на две принципиально раздельные и, в то же время, не самодостаточные группы:
реклама и
обеспечение информацией.
К рекламе относятся мероприятия, направленные на привлечение первичного внимания участников рынка; к обеспечению информацией — целевой объект такого внимания: тот или иной носитель информации (например, объявление в журнале — это обеспечение информацией, а сам факт существования нужного журнала и его тираж — реклама).
Интернет-маркетинг — это маркетинг продвижения продуктов и услуг с использованием цифровых каналов для охвата потребителей, явление относительно новое, и потому его корректно выделить в отдельную категорию. В данном случае под продвижением понимаются такие мероприятия, как: контекстная реклама, поисковая оптимизация, целевая реклама, тизерная реклама, ведение блогов, RSS-ленты, социальные сети и пр.
Способы достижения самого лучшего продвижения могут выходить за этические и правовые границы. К таким методам относятся спам и использование административного ресурса.
Скажем, для успешного продвижения компании в Интернете необходимо сначала создать качественно наполненный сайт, содержащий подробные и поданные в удобной форме ответы на возможные вопросы заинтересованных лиц; а затем — привлечь на него людей с помощью инструментов Интернет-маркетинга, то есть в данном случае: сайт — это целевой объект, а инструменты интернет-маркетинга — это реклама.
Продвижение включает в себя мероприятия как по стимулированию сбыта, так и по формированию спроса.

## Типы продвижения
Существовали разные способы продвижения продукта лично или с помощью различных средств массовой информации. И человек, и СМИ могут быть физически реальными или виртуальными / электронными.

### В физической среде
Рекламные акции могут проводиться в реальных условиях на специальных мероприятиях, таких как концерты, фестивали, торговые выставки, и в повседневных условиях, например в продуктовых магазинах или универмагах. Взаимодействия на местах способствуют немедленным покупкам. Покупка товара может быть стимулирующей со скидками (т.е. купонами), бесплатными товарами или конкурсом. Этот метод используется для увеличения продаж данного продукта.
Взаимодействие между брендом и клиентом осуществляется послом бренда или рекламной моделью, которая представляет продукт в физической среде. Марочные послы или рекламные модели нанимаются маркетинговой компанией, которая, в свою очередь, заказывается брендом для представления продукта или услуги. Взаимодействие между людьми, в отличие от взаимодействия между СМИ, устанавливает связи, которые добавляют другое измерение в продвижении. Создание сообщества путем продвижения товаров и услуг может привести к лояльности бренда.

### Традиционные СМИ
Примеры традиционных средств массовой информации включают печатные средства массовой информации, такие как газеты и журналы, электронные средства массовой информации, такие как радио и телевидение, и средства наружной рекламы, такие как рекламные баннеры или рекламные щиты. Каждая из этих платформ обеспечивает брендам доступ к потребителям с рекламой.

### Цифровые СМИ
Цифровые СМИ, которые включают в себя Интернет, социальные сети и сайты социальных медиа, представляют собой современный способ взаимодействия брендов с потребителями, поскольку они выпускают новости, информацию и рекламу из технологических пределов инфраструктуры печати и вещания. Цифровые медиа в настоящее время являются наиболее эффективным способом для брендов ежедневно обращаться к своим потребителям.
Массовая коммуникация привела к тому, что современные маркетинговые стратегии продолжают фокусироваться на узнаваемости бренда, большем распределении  и активном продвижении. Быстро развивающаяся среда цифровых медиа представляет новые методы продвижения с использованием новых инструментов, доступных в настоящее время благодаря технологиям. С ростом технологических достижений можно проводить рекламные акции вне местного контекста и через географические границы, чтобы охватить большее число потенциальных потребителей. Цель продвижения состоит в том, чтобы охватить как можно больше людей эффективным и экономически эффективным образом.
Социальные СМИ, как современный маркетинговый инструмент, предлагают возможности для охвата более широкой аудитории в интерактивном режиме. Эти взаимодействия позволяют вести разговор, а не просто обучать клиента. Они дают возможность пользователям взаимодействовать и продвигать музыку в Интернете практически без затрат. Вы можете покупать рекламное пространство, а также магазины взаимодействия с потенциальными клиентами, такие как лайки, подписчики и переходы на вашу страницу с использованием третьих сторон. Как медиа-культура, основанная на широком участии, платформы или сайты социальных сетей являются формами массовой коммуникации, которые с помощью медийных технологий позволяют большому количеству продукта и распространению контента охватывать максимально возможную аудиторию. Однако у виртуальных рекламных акций есть свои недостатки, поскольку серверы, системы и веб-сайты могут аварийно завершать работу, выходить из строя или перегружаться информацией. Вы также можете подвергнуться риску потери загруженной информации, и на её использование может также влиять множество внешних переменных.
Бренды могут исследовать различные стратегии, чтобы заинтересовать потребителей. Одним из популярных инструментов является брендовое развлечение или создание какой-то социальной игры для пользователя. Преимущества такой платформы включают погружение пользователя в контент бренда. Пользователи будут более склонны воспринимать рекламу и не уставать от нее, если они, например, встроены в игру, а не надоедливую всплывающую рекламу.
Персонализация рекламы — еще одна стратегия, которая может хорошо работать для брендов, поскольку она может повысить вероятность того, что бренд будет персонифицирован потребителем. Персонализация увеличивает количество кликов, когда собираются данные о потребителе.
Бренды должны прокладывать грань между эффективным и агрессивным продвижением своего контента среди потребителей в социальных сетях. Яркие интернет-объявления, содержащие такие устройства, как анимация, могут повысить первоначальное внимание пользователя к объявлению. Однако это может рассматриваться как отвлечение пользователя, если он пытается освоить другую часть сайта, такую как чтение текста.  Кроме того, когда бренды предпринимают усилия по открытому сбору данных о своих потребителях, а затем персонализируют свои рекламные объявления для них, отношения потребителей с рекламными объявлениями после этого сбора данных часто оказываются положительными. Однако, когда данные тайно собираются, потребители могут быстро почувствовать, что компания предала их доверие.  Для брендов важно использовать персонализацию в своих рекламных объявлениях, чтобы покупатель не чувствовал себя уязвимым и не нарушал свою конфиденциальность.

## Элементы продвижения
Элементы продвижения используются в маркетинговых коммуникациях. Они специфически взаимодействуют между собой и оказывают на потребителя непосредственное прямое и косвенное воздействие. К элементам продвижения относятся:
- реклама;
- личные (прямые) продажи;
- создание общественного мнения (пиар, PR);
- стимулирование продаж.